# پورنیا (هند)
پورنیا
شهر پورنیا (به انگلیسی: Purnia) با جمعیت ۲۲۹٫۹۶۲ نفر در ایالت بیهار در کشور هند واقع شده‌است.